# Янкелевич, Юрий Исаевич
Ю́рий Иса́евич Янкеле́вич (7 марта 1909, Базель ― 12 сентября 1973, Москва) ― советский скрипач и педагог, заслуженный деятель искусств РСФСР (1966), кандидат искусствоведения (1956).

## Биография
Учился игре на скрипке в музыкальных классах Омского филармонического общества у А. А. Берлина, там же начал выступать как солист. В 1923 поступил в Петроградскую консерваторию в класс И. Р. Налбандяна, в 1927 ― перевёлся в Московскую консерваторию к А. И. Ямпольскому (окончил в 1932), под его же руководством совершенствовался в аспирантуре (1932―1937). C 1934 вёл преподавательскую деятельность в ЦМШ, музыкальном училище при консерватории и в самой консерватории (профессор с 1961). Выступал в составе струнного квартета Московской консерватории, исполняя партию альта.
Янкелевич имеет большое значение как педагог, среди его учеников в разное время были Ирина Бочкова, Дмитрий Ситковецкий, Владимир Спиваков, Виктор Третьяков, Нелли Школьникова, Татьяна Гринденко, Ирина Медведева, Андрей Абраменков, Михаил Безверхний, Аркадий Футер, Дора Шварцберг, Григорий Жислин, Богодар Которович, Валерий Звонов, Александр Брусиловский, Рубен Агаронян, Борис Белкин, Борис Гарлицкий, Михаил Копельман, Владимир Иванов, Владимир Ланцман, Лев Маркиз, Лидия Шутко, Куцовский С. Б., Евгений Смирнов, Анатолий Мельников и многие другие известные скрипачи. Ему также принадлежат статьи по методике и теории исполнительского искусства и ряд переложений для скрипки.

Могила Ю. И. Янкелевича на Новом Донском кладбище в Москве

Татьяна Гринденко о школе учителя: Это был учитель, который определил её жизнь. На уроке он брал в руки томик стихов и читал, читал до тех пор, пока в ученике (она училась в 5-6 классе) не просыпалось чувство понимания. Вот теперь играй, говорил он. Она играет, и он: «Ну вот видишь!» Что-то изменилось. «Он не только обучал, но и вкладывал — вкладывал, не объясняя, подставляя ученика под то, что тот вынужден будет понять, почувствовать».
С 2009 года в Омске проходит Международный конкурс скрипачей имени Юрия Янкелевича.

## Основные научные труды
- Смены позиций в связи с задачами художественного исполнения на скрипке…, М., 1955 (автореферат диссертации), то же, в кн.: Очерки по методике обучения игре на скрипке. Сб. статей, М., 1960;
- О первоначальной постановке скрипача, в сб.: Вопросы скрипичного исполнительства и педагогики. Сб. статей, М., 1968;
- На музыкальных семинарах в Японии и ГДР, в сб.: Мастерство музыканта-исполнителя, вып. 1, М., 1972